# Daniel Gracie
Daniel Simoes, né le 14 avril 1975 à Rio de Janeiro, est un pratiquant brésilien d'arts martiaux mixtes (MMA). Bien qu'il n'ait aucun lien de parenté direct, il fait partie de la famille Gracie. Il a également fait quelques apparitions dans le monde du catch à la New Japan Pro Wrestling.

## Biographie
Daniel est le cousin des frères Charles, Renzo, Ralph et Ryan Gracie, et ne fait pas partie de la lignée des Gracie par le lien du sang. Il adopte toutefois le nom de Gracie car il a appris les arts martiaux mixtes auprès de la famille Gracie.

## Palmarès en MMA

### Historique des combats
| 10 combats     | 5 victoires | 4 défaites |
| Par KO         | 0           | 2          |
| Par soumission | 4           | 0          |
| Sur décision   | 1           | 2          |
| Égalités       | 1           | 1          |

| Résultat | Record | Adversaire        | Méthode                                          | Événement                              | Date             | Round | Temps | Lieu                                  | Notes                                                                        |
| -------- | ------ | ----------------- | ------------------------------------------------ | -------------------------------------- | ---------------- | ----- | ----- | ------------------------------------- | ---------------------------------------------------------------------------- |
| Défaite  | 5-4-1  | Duane Bastress    | TKO (Doctor stoppage)                            | Bellator 54                            | 15 octobre 2011  | 2     | 5:00  | Atlantic City, New Jersey, États-Unis |                                                                              |
| Défaite  | 5-3-1  | Tim Carpenter     | Décision                                         | Bellator 38                            | 26 mars 2011     | 3     | 5:00  | Tunica, Mississippi, États-Unis       | Lors des quarts de finale du Bellator Season 4 Light Heavyweight Tournament. |
| Victoire | 5-2-1  | Martin Wojcik     | Soumission (Rear-naked choke)                    | Israel Fighting Championship - Genesis | 9 novembre 2010  | 1     | 2:17  | Tel Aviv, Israel                      |                                                                              |
| Défaite  | 4-2-1  | Allan Goes        | TKO (Punches)                                    | IFL: World Championship Semifinals     | 2 novembre 2006  | 2     | 1:03  | Portland, Oregon, États-Unis          |                                                                              |
| Victoire | 4-1-1  | Wes Sims          | Soumission Technique (Standing rear naked choke) | IFL: Championship 2006                 | 3 juin 2006      | 1     | 2:42  | Atlantic City, New Jersey, États-Unis | Dans un match revanche.                                                      |
| Égalité  | 3-1-1  | Wes Sims          | Egalité                                          | GFC: Team Gracie vs Team Hammer House  | 3 mars 2006      | 2     | 5:00  | Columbus, Ohio, États-Unis            |                                                                              |
| Victoire | 3-1    | Wataru Sakata     | Soumission (armbar)                              | Pride: Shockwave 2003                  | 31 décembre 2003 | 1     | 7:12  | Saitama, Japon                        |                                                                              |
| Défaite  | 2-1    | Kazuhiro Nakamura | Décision unanime                                 | Pride - Bushido 1                      | 5 octobre 2003   | 2     | 5:00  | Saitama, Japon                        |                                                                              |
| Victoire | 2-0    | Shinsuke Nakamura | Soumission (Armlock)                             | Inoki Bom-Ba-Ye 2002 - K-1 vs. Inoki   | 31 décembre 2002 | 2     | 2:14  | Saitama, Japon                        |                                                                              |
| Victoire | 1-0    | Takashi Sugiura   | Décision                                         | Pride 21 - Demolition                  | 23 juin 2002     | 3     | 5:00  | Saitama, Japon                        |                                                                              |